# Mathilde van Beieren (1813-1862)

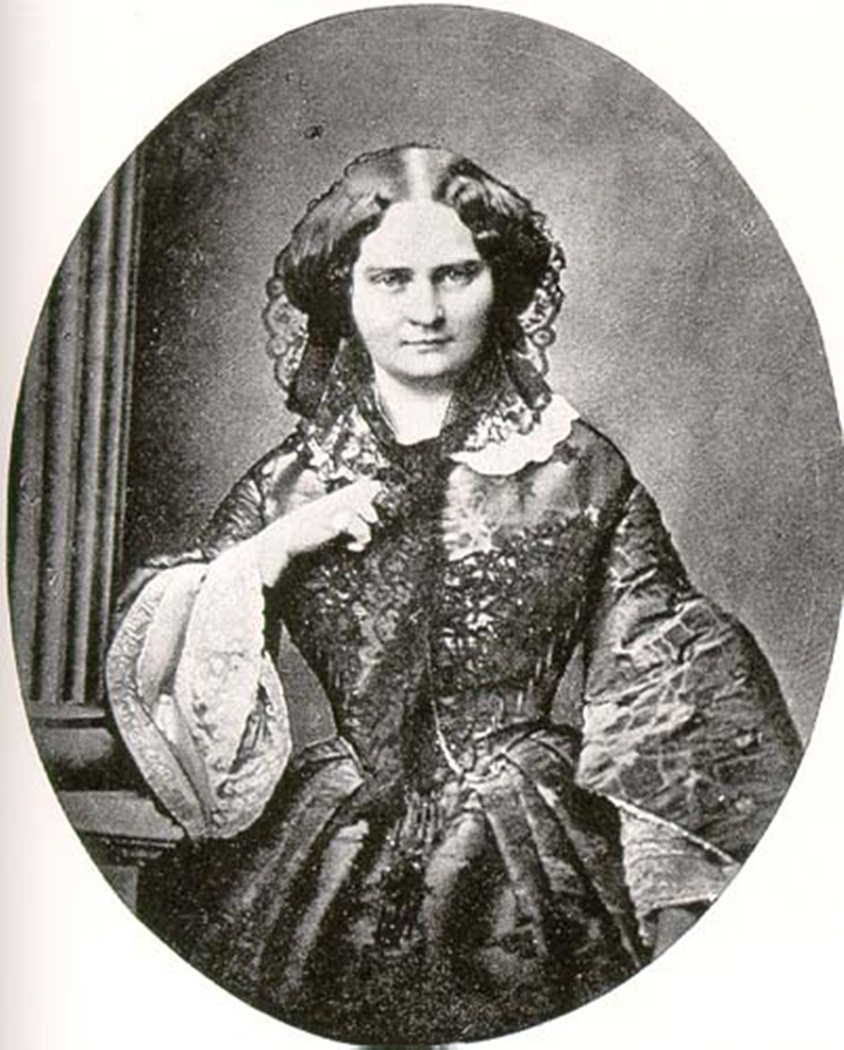
Mathilde van Beieren

Mathilde Karoline Friederike Wilhelmine Charlotte (Augsburg, 30 augustus 1813 - Darmstadt, 25 mei 1862) was een prinses van Beieren.
Mathilde was de oudste dochter van Ludwig I van Beieren en Theresia van Saksen-Hildburghausen.
Op 26 december 1833 trouwde ze met Ludwig III van Hessen-Darmstadt. Dit huwelijk bleef kinderloos.

Mathilde was een tante van de sprookjeskoning Lodewijk II van Beieren.
- Biblioteca Nacional de España: XX1591316
- Gemeinsame Normdatei: 11907771X
- International Standard Name Identifier: 0000 0000 7328 1799
- Library of Congress Control Number: n94110944
- Nationale Bibliotheek van Israël: 987007309727105171
- RKD-Nederlands Instituut voor Kunstgeschiedenis: 53974
- Union List of Artist Names: 500107904
- Virtual International Authority File: 42640100
- WorldCat: E39PBJqqrQyYdYxMrJHybRVt8C